# Мальяма
Мальяма (исп. Mallama) — город и муниципалитет на юго-западе Колумбии, на территории департамента Нариньо. Входит в состав провинции Пьедемонте-Костеро.

## История
Поселение, из которого позднее вырос город, было основано Крисанто Орбесом и пресвитером Мигелем Эступиньяном 1 января 1646 году. Муниципалитет Мальяма был выделен в отдельную административную единицу в 1933 году.

## Географическое положение

Муниципалитет Мальяма

Город расположен в южной части департамента, в горной местности Центральной Кордильеры, к западу от вулкана Асуфраль, на расстоянии приблизительно 63 километров к западу-юго-западу (WSW) от города Пасто, административного центра департамента. Абсолютная высота — 2157 метров над уровнем моря.
Муниципалитет Мальяма граничит на северо-востоке и востоке с территорией муниципалитета Сантакрус, на юго-востоке — с муниципалитетами Сапуес и Гуачукаль, на юго-западе — с муниципалитетом Кумбаль, на западе и северо-западе — с муниципалитетом Рикаурте. Площадь муниципалитета составляет 626 км².

## Население
По данным Национального административного департамента статистики Колумбии, совокупная численность населения города и муниципалитета в 2015 году составляла 7755 человек.
Динамика численности населения муниципалитета по годам:
| 2005 | 2006 | 2007 | 2008 | 2009 | 2010 | 2011 | 2012 | 2013 | 2014 | 2015 |
| ---- | ---- | ---- | ---- | ---- | ---- | ---- | ---- | ---- | ---- | ---- |
| 9286 | 9102 | 8940 | 8794 | 8637 | 8493 | 8338 | 8190 | 8044 | 7897 | 7755 |

Согласно данным переписи 2005 года мужчины составляли 50,3 % от населения Мальямы, женщины — соответственно 49,7 %. В расовом отношении индейцы составляли 86,6 % от населения города; белые и метисы — 13,1 %; негры, мулаты и райсальцы — 0,3 %.
Уровень грамотности среди всего населения составлял 84,6 %.

## Экономика
Основу экономики Мальямы составляют сельское хозяйство, лесозаготовка и горнодобывающая промышленность.
70,3 % от общего числа городских и муниципальных предприятий составляют предприятия торговой сферы, 23 % — предприятия сферы обслуживания, 5,4 % — промышленные предприятия, 1,4 % — предприятия иных отраслей экономики.

## Транспорт
Через город проходит национальное шоссе № 10 (исп. Ruta Nacional 10).